# Pedioplanis husabensis
Pedioplanis husabensis — вид ящірок родини ящіркових (Lacertidae). Ендемік Намібії.

## Поширення і екологія
Pedioplanis husabensis мешкають в центральній частині пустелі Наміб, між річками Куйсеб і Свакоп. Вони живуть на кам'янистих рівнинах в пустелі. Зустрічаються на висоті від 700 до 1300 м над рівнем моря. Вдень ящірки шукають їжу на землі і ховаються під камінням або біля підніжжя чагарників. 